# Billiga lösningar till varje pris
Billiga lösningar till varje pris är en låt av Bob hund som utgavs digitalt och som singel den 29 maj 2013.
Bob hund spelade in den officiella videon till singeln under Bob hund festivalen.